# Hyalella squamosa
Hyalella squamosa is een vlokreeftensoort uit de familie van de Hyalellidae. De wetenschappelijke naam van de soort is voor het eerst geldig gepubliceerd in 1990 door Mateus & Mateus.